# Pictetia aculeata
Pictetia aculeata là một loài thực vật có hoa trong họ Đậu. Loài này được (Vahl) Urb. miêu tả khoa học đầu tiên.